# Ману дель Мораль
Ману дель Мораль (ісп. Manu del Moral, нар. 25 лютого 1984, Хаен) — іспанський футболіст, нападник клубу «Райо Маядаонда».
Виступав, зокрема, за клуби «Хетафе» та «Севілья», а також національну збірну Іспанії.

## Клубна кар'єра
У дорослому футболі дебютував 2002 року виступами за команду клубу «Атлетіко Мадрид C». 
Згодом з 2002 по 2006 рік грав у складі команд клубів «Атлетіко Мадрид Б», «Рекреатіво» та «Атлетіко».
Своєю грою за останню команду привернув увагу представників тренерського штабу клубу «Хетафе», до складу якого приєднався 2006 року. Відіграв за клуб з Хетафе наступні п'ять сезонів своєї ігрової кар'єри. Більшість часу, проведеного у складі «Хетафе», був основним гравцем атакувальної ланки команди.
У 2011 році уклав контракт з клубом «Севілья», у складі якого провів наступні два роки своєї кар'єри гравця. Граючи у складі «Севільї» також здебільшого виходив на поле в основному складі команди.
Протягом 2013—2019 років захищав кольори клубів «Ельче», «Ейбар», «Реал Вальядолід», «Нумансія» та «Хімнастік».
До складу клубу «Райо Махадаонда» приєднався 2019 року. 

## Виступи за збірні
У 2002 році дебютував у складі юнацької збірної Іспанії, взяв участь у 4 іграх на юнацькому рівні, відзначившись 3 забитими голами.
Протягом 2002–2005 років залучався до складу молодіжної збірної Іспанії. На молодіжному рівні зіграв у 14 офіційних матчах, забив 2 голи.
У 2011 році дебютував в офіційних матчах у складі національної збірної Іспанії.

## Титули і досягнення
- Переможець Середземноморських ігор: 2005